# 罗伯特·奥尔德里奇
罗伯特·奥尔德里奇（Robert Aldrich，1918年8月9日—1983年12月5日）是美国电影导演、作家、制片人，因《死吻》、《大刀》（The Big Knife）、《兰闺惊变》（Whatever Happened to Baby Jane?）、《凤凰劫》（The Flight of the Phoenix）及《十二金剛》等電影而知名。

## 執導作品
- 1955年：《死吻》（Kiss Me Deadly）
- 1955年：《大刀》（The Big Knife）
- 1956年：《怨婦悲秋》（Autumn leaves）
- 1957年：《黑社會風雲》（The garment jungle）
- 1962年：《兰闺惊变》（Whatever Happened to Baby Jane?）
- 1965年：《凤凰劫》（The Flight of the Phoenix）
- 1967年：《十二金剛》（The Dirty Dozen）
- 1970年：《敢死突擊戰》（Too late the hero）
- 1973年：《大煞星與流浪客》（Emperor of the north pole）
- 1977年：《最後警告》（Twilight's last gleaming）
- 1981年：《加州俏嬌娃》（The California dolls）